# Premi César 2006

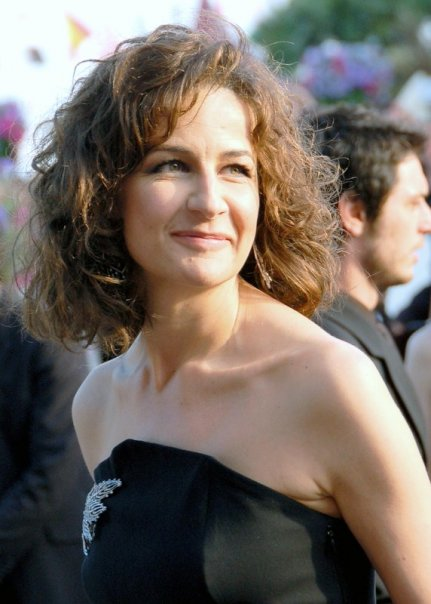
Valérie Lemercier presentatrice della cerimonia

La cerimonia di premiazione della 31ª edizione dei Premi César si è svolta il 25 febbraio 2006 al Théâtre du Châtelet di Parigi. È stata presieduta da Carole Bouquet e presentata da Valérie Lemercier. È stata trasmessa da Canal+.
Il film che ha ottenuto il maggior numero di candidature (dieci) e vinto il maggior numero di premi (otto) è stato Tutti i battiti del mio cuore (De battre mon cœur s'est arrêté) di Jacques Audiard.

## Vincitori e candidati
I vincitori sono indicati in grassetto, a seguire gli altri candidati.

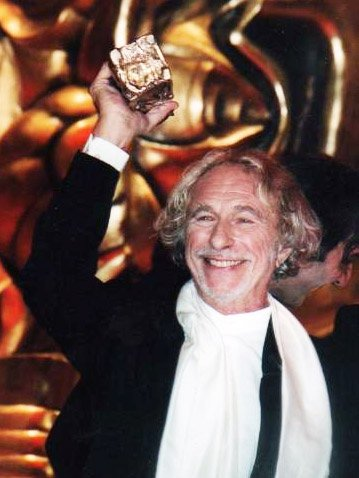
Pierre Richard con il César onorario alla carriera

### Miglior film
- Tutti i battiti del mio cuore (De battre mon cœur s'est arrêté), regia di Jacques Audiard
- L'Enfant - Una storia d'amore (L'Enfant), regia di Jean-Pierre e Luc Dardenne
- Joyeux Noël - Una verità dimenticata dalla storia (Joyeux Noël), regia di Christian Carion
- Le Petit Lieutenant, regia di Xavier Beauvois
- Vai e vivrai (Va, vis et deviens), regia di Radu Mihăileanu

### Miglior regista
- Jacques Audiard - Tutti i battiti del mio cuore (De battre mon cœur s'est arrêté)
- Xavier Beauvois - Le Petit Lieutenant
- Jean-Pierre e Luc Dardenne - L'Enfant - Una storia d'amore
- Michael Haneke - Niente da nascondere (Caché)
- Radu Mihăileanu - Vai e vivrai (Va, vis et deviens)

### Miglior attore
- Michel Bouquet - Le passeggiate al Campo di Marte (Le promeneur du champ de Mars)
- Patrick Chesnais - Je ne suis pas là pour être aimé
- Romain Duris - Tutti i battiti del mio cuore (De battre mon cœur s'est arrêté)
- José Garcia - Cacciatore di teste (Le couperet)
- Benoît Poelvoorde - Entre ses mains

### Miglior attrice
- Nathalie Baye - Le Petit Lieutenant
- Isabelle Carré - Entre ses mains
- Anne Consigny - Je ne suis pas là pour être aimé
- Isabelle Huppert - Gabrielle
- Valérie Lemercier - Palais royal!

### Migliore attore non protagonista
- Niels Arestrup - Tutti i battiti del mio cuore (De battre mon cœur s'est arrêté)
- Maurice Bénichou - Niente da nascondere (Caché)
- Dany Boon - Joyeux Noël - Una verità dimenticata dalla storia (Joyeux Noël)
- Georges Wilson - Je ne suis pas là pour être aimé
- Roschdy Zem - Le Petit Lieutenant

### Migliore attrice non protagonista
- Cécile De France - Bambole russe (Les poupées russes)
- Catherine Deneuve - Palais royal!
- Noémie Lvovsky Backstage
- Charlotte Rampling - Due volte lei - Lemming (Lemming)
- Kelly Reilly - Bambole russe (Les poupées russes)

### Migliore promessa maschile
- Louis Garrel - Les amants réguliers
- Walid Afkir - Niente da nascondere (Caché)
- Adrien Jolivet - Zim and Co.
- Gilles Lellouche - Ma vie en l'air
- Aymen Saïdi - Saint-Jacques... La Mecque

### Migliore promessa femminile
- Linh Dan Pham - Tutti i battiti del mio cuore (De battre mon cœur s'est arrêté)
- Mélanie Doutey - Il ne faut jurer... de rien!
- Déborah François - L'Enfant - Una storia d'amore
- Marina Hands - Les âmes grises
- Fanny Valette - La petite Jérusalem

### Migliore sceneggiatura originale
- Radu Mihăileanu e Alain-Michel Blanc - Vai e vivrai (Va, vis et deviens)
- Xavier Beauvois, Guillaume Bréaud e Jean-Eric Troubat - Le Petit Lieutenant
- Christian Carion - Joyeux Noël - Una verità dimenticata dalla storia (Joyeux Noël)
- Jean-Pierre e Luc Dardenne - L'Enfant - Una storia d'amore
- Michael Haneke - Niente da nascondere (Caché)

### Migliore adattamento
- Jacques Audiard e Tonino Benacquista - Tutti i battiti del mio cuore (De battre mon cœur s'est arrêté)
- Patrice Chéreau e Anne-Louise Trividic - Gabrielle
- Costa-Gavras e Jean-Claude Grumberg - Cacciatore di teste (Le couperet)
- Anne Fontaine e Julien Boivent - Entre ses mains
- Gilles Taurand e Georges-Marc Benamou - Le passeggiate al Campo di Marte (Le promeneur du champ de Mars)

### Migliore fotografia
- Stéphane Fontaine - Tutti i battiti del mio cuore (De battre mon cœur s'est arrêté)
- Éric Gautier - Gabrielle
- William Lubtchansky - Les amants réguliers

### Miglior montaggio
- Juliette Welfling - Tutti i battiti del mio cuore (De battre mon cœur s'est arrêté)
- Sabine Emiliani - La marcia dei pinguini (La marche de l'empereur)
- Francine Sandberg - Bambole russe (Les poupées russes)

### Migliore scenografia
- Olivier Radot - Gabrielle
- Loula Morin - Les âmes grises
- Jean-Michel Simonet - Joyeux Noël - Una verità dimenticata dalla storia (Joyeux Noël)

### Migliori costumi
- Caroline de Vivaise - Gabrielle
- Pascaline Chavanne - Les âmes grises
- Alison Forbes-Meyler - Joyeux Noël - Una verità dimenticata dalla storia (Joyeux Noël)

### Migliore musica
- Alexandre Desplat - Tutti i battiti del mio cuore (De battre mon cœur s'est arrêté)
- Armand Amar - Vai e vivrai (Va, vis et deviens)
- Philippe Rombi - Joyeux Noël - Una verità dimenticata dalla storia (Joyeux Noël)
- Émilie Simon - La marcia dei pinguini (La marche de l'empereur)

### Miglior sonoro
- Laurent Quaglio e Gérard Lamps - La marcia dei pinguini (La Marche de l'empereur)
- Guillaume Sciama, Benoît Hillebrant e Olivier Dô Hùu - Gabrielle
- Brigitte Taillandier, Pascal Villard, Cyril Holtz e Philippe Amouroux - Tutti i battiti del mio cuore (De battre mon cœur s'est arrêté)

### Miglior film straniero
- Million Dollar Baby, regia di Clint Eastwood
- Camminando sull'acqua (Lalekhet Al HaMayim), regia di Eytan Fox
- A History of Violence, regia di David Cronenberg
- Mare dentro (Mar adentro), regia di Alejandro Amenábar
- Match Point, regia di Woody Allen

### Migliore opera prima
- L'incubo di Darwin (Darwin's nightmare), regia di Hubert Sauper
- Anthony Zimmer, regia di Jérôme Salle
- Douches froides, regia di Antony Cordier
- La marcia dei pinguini (La marche de l'empereur), regia di Luc Jacquet
- La petite Jérusalem, regia di Karin Albou

### Miglior cortometraggio
- After Shave (Beyrouth après-rasage), regia di Hany Tamba
- Obras, regia di Hendrick Dusollier
- La peur, petit chasseur, regia di Laurent Achard
- Sous le bleu, regia di David Oelhoffen

### Premio César onorario
- Hugh Grant
- Pierre Richard